# 6月3日
6月3日（ろくがつみっか）は、グレゴリオ暦で年始から154日目（閏年では155日目）にあたり、年末まであと211日ある。

## できごと

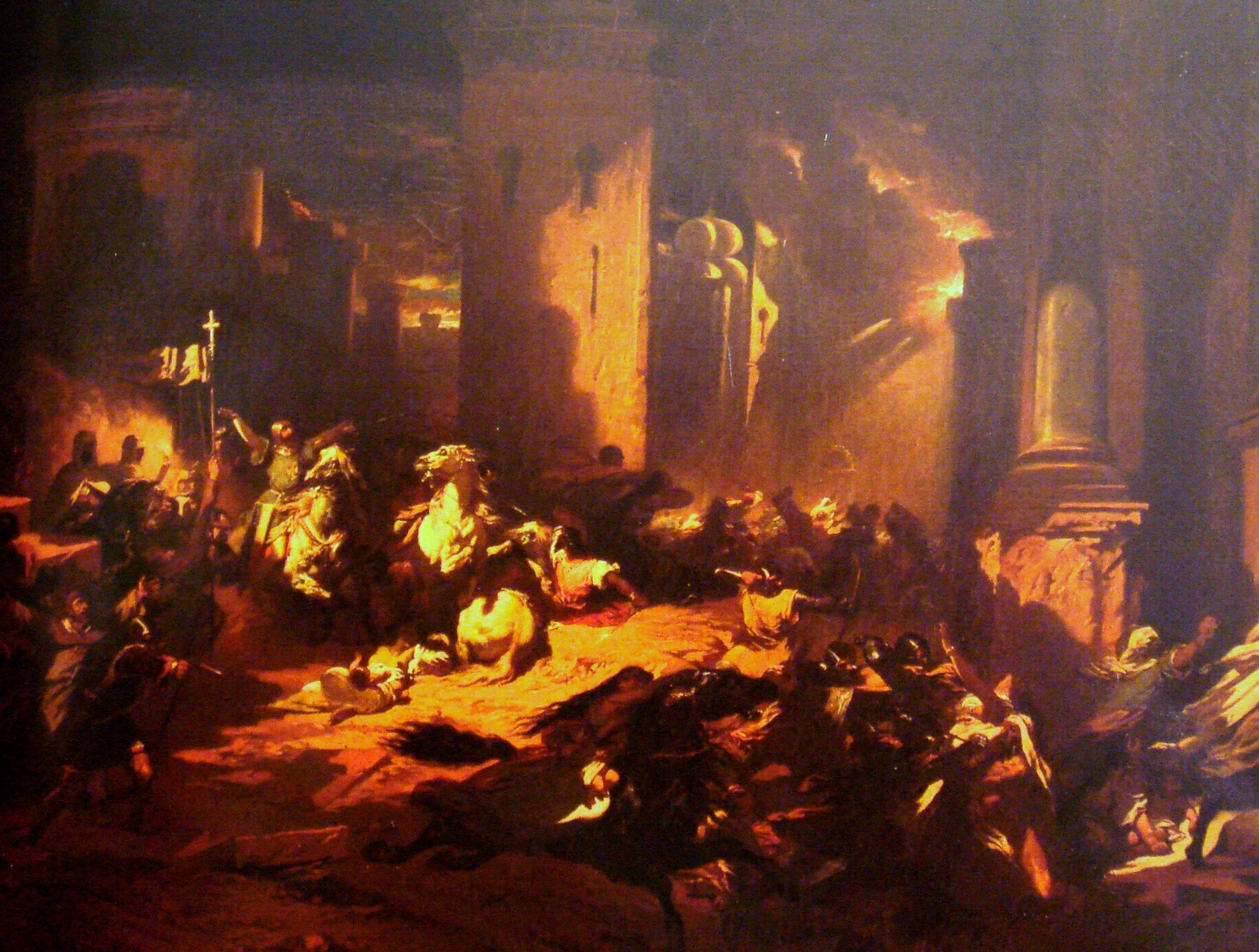
第1回十字軍によりアンティオキア陥落(1098)

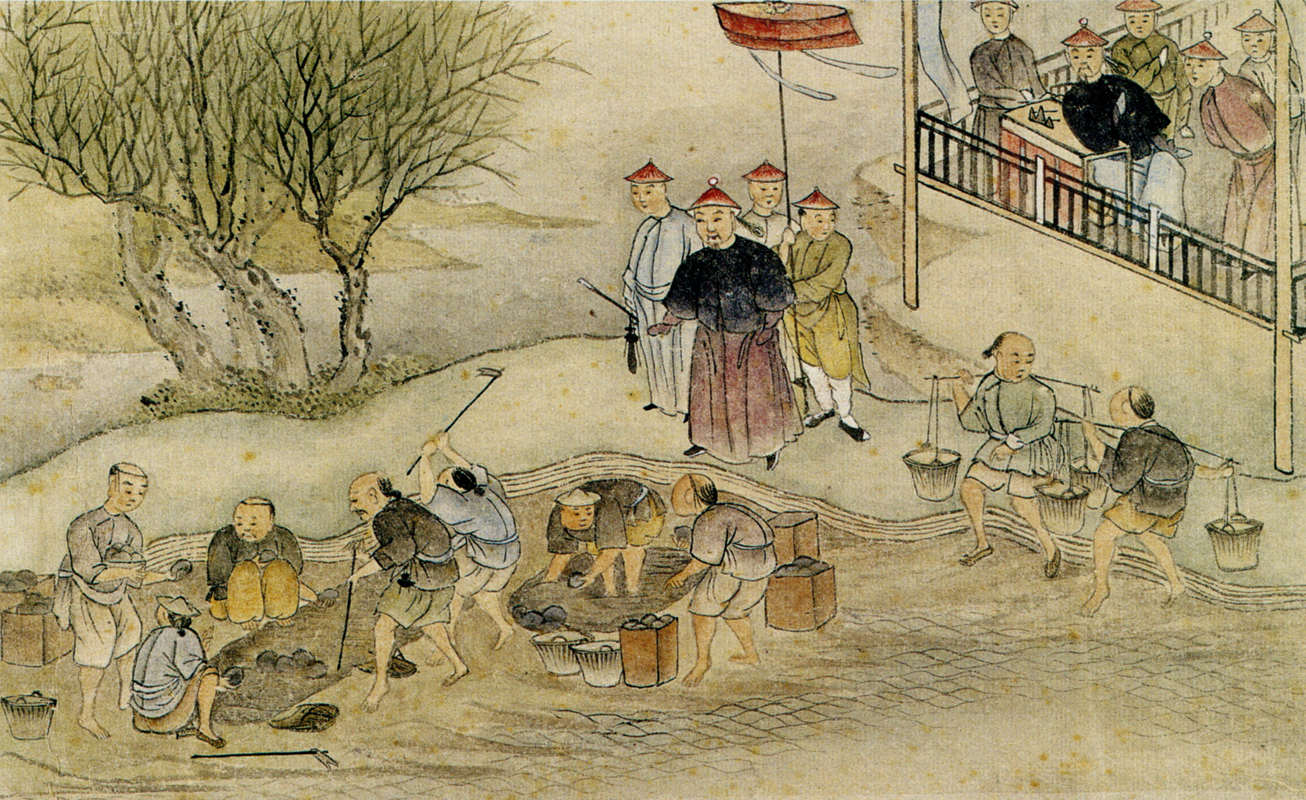
林則徐が広東虎門でアヘンを公開処分 (1839)、アヘン戦争のきっかけに。

オオウミガラス絶滅（1844）

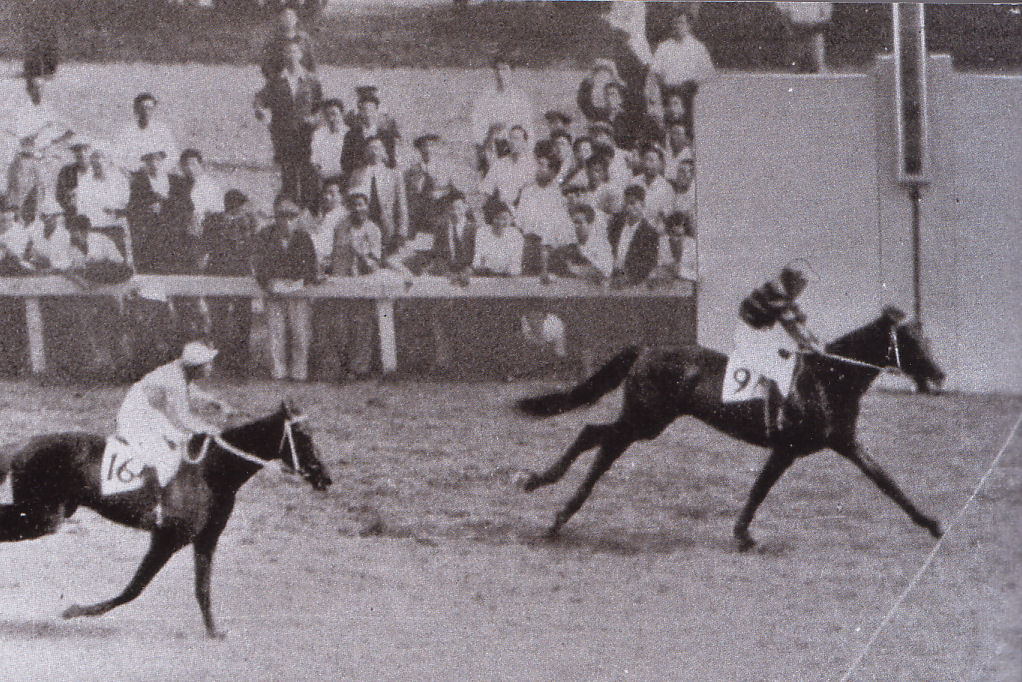
トキノミノル、日本ダービーで優勝(1951)

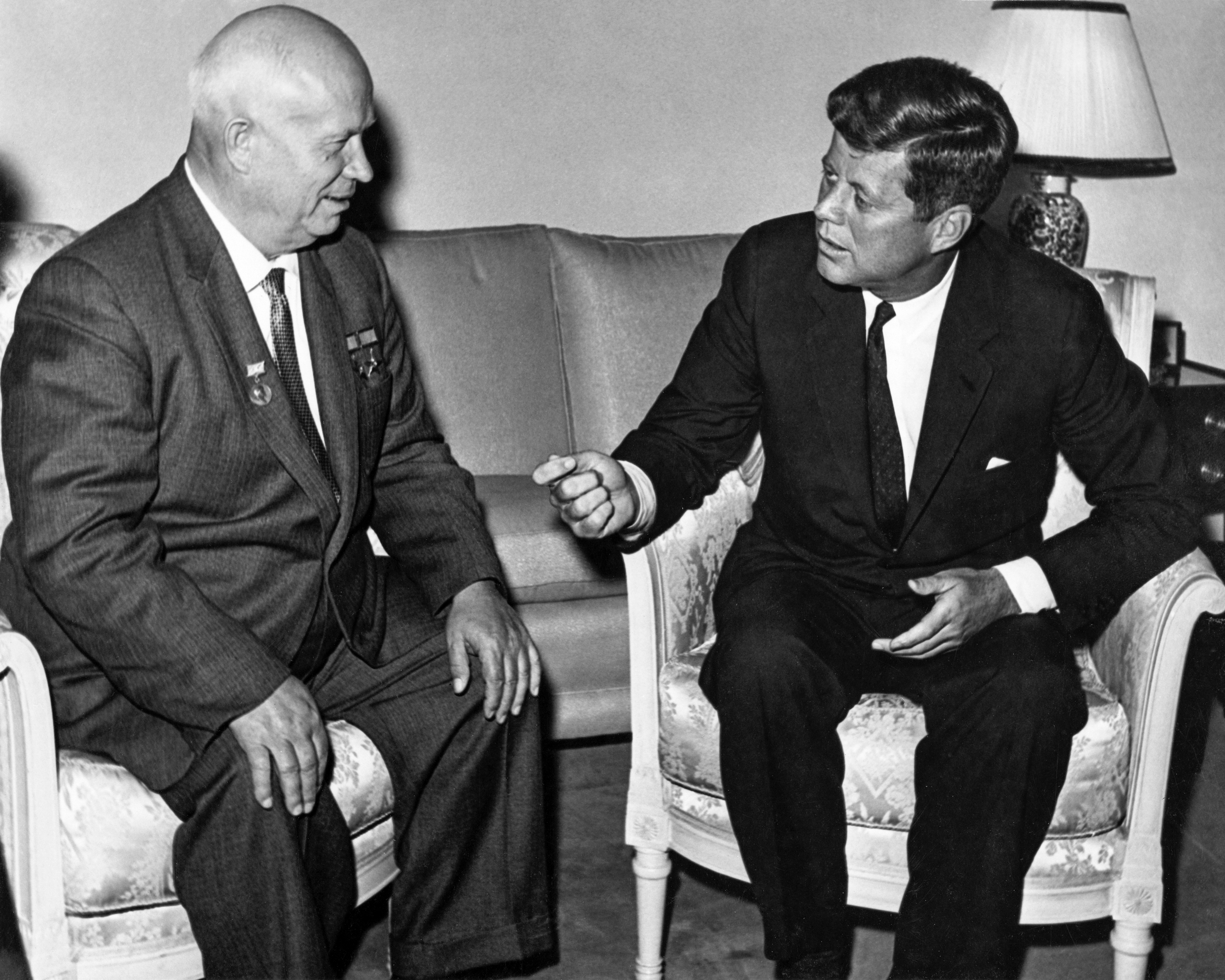
ケネディ米大統領とフルシチョフソ連首相によるウィーン会談(1961)

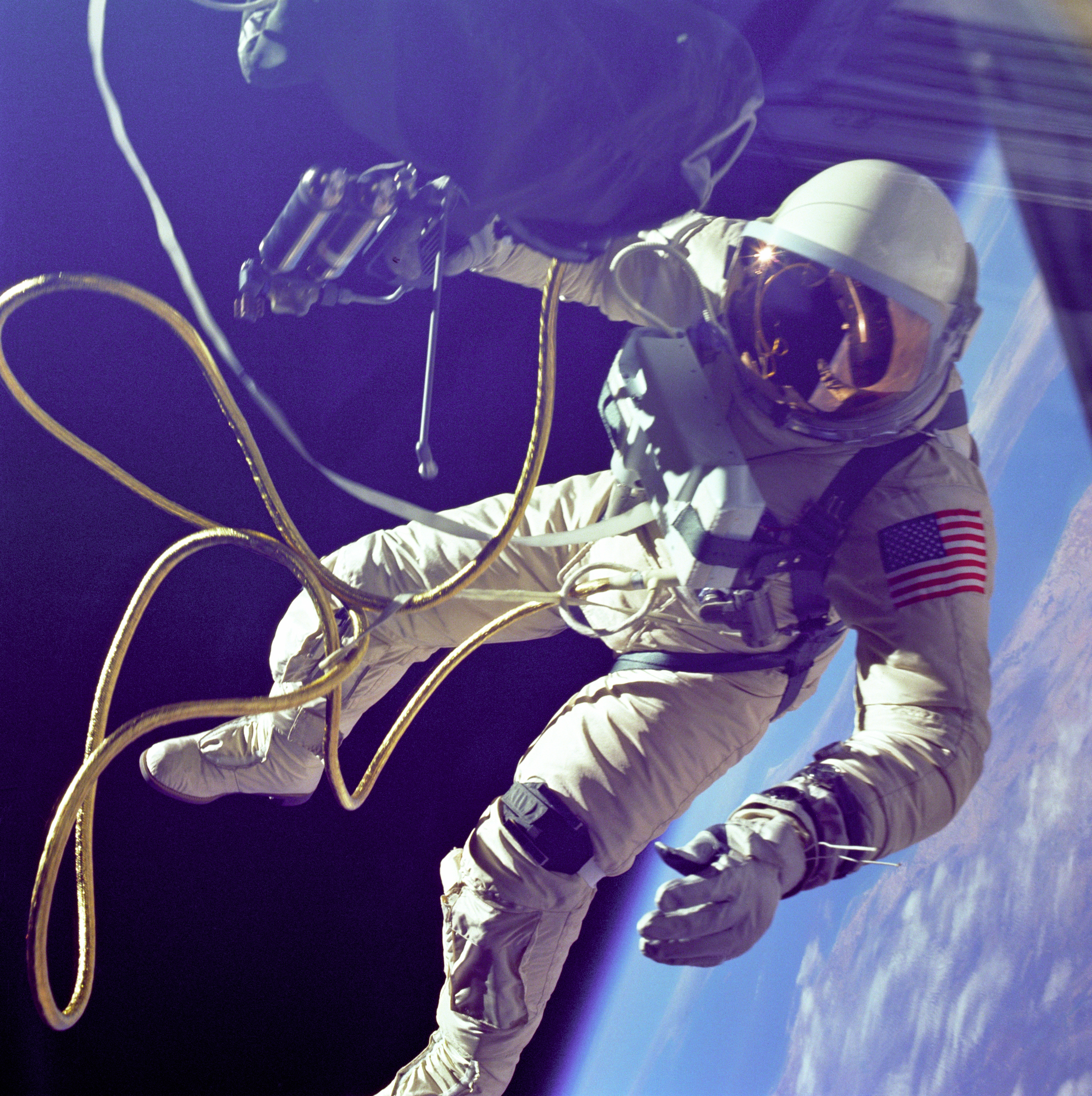
エドワード・ホワイト(1965)がアメリカ人初の宇宙遊泳。

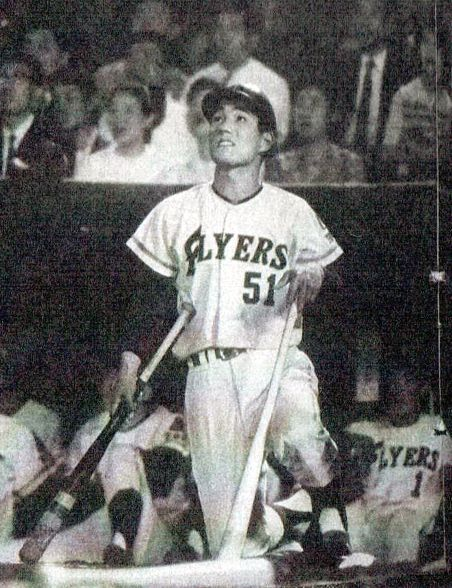
大杉勝男、両リーグ1,000本安打を達成(1983)

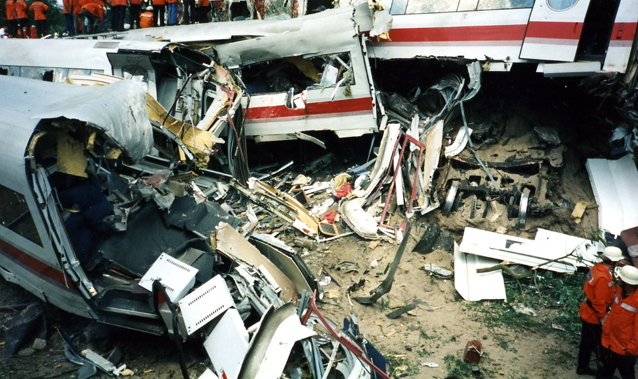
ドイツの高速列車ICEが脱線事故(1998)

- 350年 - 古代ローマの執政官ネポティアヌスがローマ皇帝を僭称してローマに入城。6月30日に僭帝マグネンティウスに殺害されため28日間の統治だった[1]。
- 1140年 - フランスの神学者ピエール・アベラールがセンズで開かれた評議会で異端と宣告される。
- 1282年 - イベリア半島アラゴン王ペドロ3世の艦隊がシチリア島へ向けてファンゴス湾を出航する。
- 1326年 - ノヴゴロド条約（英語版）締結。ノヴゴロド公国（ロシア）とノルウェーの国境をフィンマルクに定める。
- 1539年 - エルナンド・デ・ソトがフロリダをスペイン領と宣言。
- 1570年（元亀元年4月30日） - 越前の朝倉義景討伐中の織田信長が、近江の浅井長政の離叛のため越前から撤退。
- 1615年（慶長20年5月7日） - 大坂夏の陣: 大坂城天守閣が炎上。
- 1621年 - オランダ西インド会社がニューネーデルラントに対する特許状を得る。
- 1742年（寛保2年5月1日） - 主に九州から東北にかけての日本列島の広い範囲で皆既日食が観測される[2]。
- 1781年 - イタリア、カーリで地震。マグニチュード6.5、死者300人。
- 1818年 - 第三次マラーター戦争: マラーター同盟がイギリス東インド会社軍に降伏。
- 1839年（道光19年4月22日） - 清の官僚・林則徐が、英国から密輸されたアヘンを虎門へ集め、海洋投棄を開始する。阿片の処分は6月25日まで。アヘン戦争の引き金になった[3]。
- 1844年 - オオウミガラスが絶滅。
- 1850年 - 現在のミズーリ州カンザスシティが「タウン・オブ・カンザス」として正式な自治体となる。
- 1855年 - スペインの鉄道: スペインで「鉄道法」 (es:Ley General de Caminos de Hierro de 1855) が公布される。
- 1861年 - 南北戦争: フィルーピーの戦い。
- 1878年 - 東京で、山形県庄内のワッパ騒動に関する判決が下され、原告森藤右衛門らが勝訴する。
- 1885年 - カナダ領内でのノースウェストの反乱最後の戦闘。クリー族の酋長ビッグ・ベアーがノースウェスト騎馬隊から逃走。
- 1889年 - カナダ太平洋鉄道が大西洋岸から太平洋岸まで全通。
- 1892年 -イングランドのサッカークラブ リヴァプールFC設立。
- 1896年 - ロシアと清の間で露清密約が結ばれ、日本に侵略されたときの相互援助を約束する。ロシアは東清鉄道の敷設権を獲得する。
- 1910年 - 韓国併合: 閣議で、同年8月の併合後の朝鮮に対する施政方針を決定する。
- 1915年 - 第一次世界大戦： サンマリノがオーストリア＝ハンガリー帝国に宣戦布告する。
- 1916年 - アメリカで国家防衛法が成立する。正規軍、州兵が強化される。
- 1920年 - アメリカ海軍の戦艦「テネシー」が就役。
- 1929年 - 日独伊が蔣介石の中国国民政府（蔣介石政権）を正式に承認[注釈 1]。
- 1929年 - チリとペルーの間に国境に関する協定が調印される。タクナ・アリカ紛争が解決する。
- 1932年 - 小津安二郎監督の『生れてはみたけれど』が封切り。
- 1932年 - ニューヨーク・ヤンキースのルー・ゲーリックが、対アスレチックス戦で20世紀最初の1試合4本塁打を記録した。
- 1937年 - 前イギリス王ウィンザー公がウォリス・シンプソンと結婚式を挙げる[4]。
- 1940年 - 第二次世界大戦: ドイツ空軍のパリ空襲。市民254人が死亡[5]。
- 1943年 - 第二次世界大戦: 日本で「戦時必需日用品」262品目が指定される。
- 1944年 - 北アフリカのアルジェにおいてフランス共和国臨時政府成立。
- 1946年 - 東宝が第1回ニューフェースの審査を行う。応募者は約4千人で採用は三船敏郎、久我美子、岸旗江ら男性16人、女性32人。
- 1947年 - 文部省が学校での宮城遥拝の廃止を通達[6]。
- 1947年 - フランスの作曲家、フランシス・プーランクのオペラ『ティレジアスの乳房』初演。
- 1948年 - カリフォルニア州のパロマ山にパロマー天文台が完成する。
- 1949年 - 測量法公布。
- 1950年 - 全国金属ゼネスト[7]。
- 1951年 - 日本ダービーで、脚の故障を押して出場したトキノミノルがコースレコードで快勝。同月20日に病死。
- 1951年 - NHK、後楽園球場から日本橋三越の電波展覧会へプロ野球の試合を実験的にテレビ中継[8]。
- 1951年 - 社会主義インターナショナルが結成される。
- 1954年 - 学校給食法制定。
- 1954年 - 警察法改正法案の審議での会期延長をめぐり乱闘になり衆議院堤康次郎議長が警察の出動を要請。約200名の警官に守られた議長は議場入口で2日間の会期延長を発言すると、与党側議員が起立し延長が成立した。この乱闘で50名の負傷者が出た[9]。
- 1958年 -  日ソ定期航路開設協定調印[10]。
- 1959年 - シンガポールがイギリス連邦内の自治領として独立[11]。
- 1960年 - 大島渚監督の映画『青春残酷物語』が公開[12]。以降、吉田喜重の『ろくでなし』など「日本のヌーヴェルヴァーグ」と呼ばれる作品が話題になる。
- 1961年 - ウィーン会談: ジョン・F・ケネディ米大統領とニキータ・フルシチョフソ連首相が初会談。
- 1961年 - 京都市内で京都府学生自治連合のデモ隊と警官隊が衝突。デモ隊側に249人、警官側に33人の負傷者。デモは同年5月30日にも行われていた[13]。
- 1965年 - 第1次佐藤内閣第1次改造内閣が発足。
- 1965年 - アメリカで2人乗り宇宙船ジェミニ4号打ち上げ。エドワード・ホワイトがアメリカ人初の宇宙遊泳を行う[14]。
- 1969年 - 日本で都市再開発法公布。
- 1969年 - 文化放送の深夜番組『セイ!ヤング』が放送開始[注釈 2]。
- 1970年 - 黒い霧事件: オートレースと野球の八百長に関わったとして、中日の投手・小川健太郎が永久追放処分。
- 1973年 - パリ航空ショーTu-144墜落事故: ソ連の超音速輸送機Tu-144がパリ航空ショーでの展示飛行中に墜落。乗員6名と地上の住民7名が死亡。
- 1975年 - 日本の戦後初の国産戦闘機であるF-1の初飛行。
- 1980年 - ハワイ出身の力士・高見山が日本に帰化。
- 1983年 - 阪急ブレーブスの福本豊が939盗塁の世界新記録を樹立。
- 1983年 - ヤクルトスワローズの大杉勝男が日本球界初の両リーグ1,000本安打を達成。
- 1989年 - 宇野宗佑内閣が発足。
- 1989年 - ウズベク共和国で民族暴動が発生する。
- 1991年 - 雲仙普賢岳で小・中規模な火砕流発生。報道関係者なども巻き込まれ43人が死亡。
- 1995年 - ノルウェー中部を大雨が襲い、1870年の観測開始以来最悪の洪水となる。
- 1997年 - リオネル・ジョスパンがフランス首相に就任。
- 1997年 - 京都市営地下鉄烏丸線・国際会館 - 北山間が開業、烏丸線が全線開通する。
- 1998年 - エシェデ鉄道事故: ドイツの高速鉄道ICEが脱線し、一部の車両が橋脚に激突する。101人死亡。
- 2000年 - テレビ朝日のドラマ『相棒』（土曜ワイド劇場版）第1作放送。
- 2006年 - 独立賛成多数の国民投票の結果を受けてモンテネグロがセルビア・モンテネグロからの離脱・独立を宣言。
- 2012年 - オウム真理教事件:  オウム真理教の一連の事件で特別指名手配されていた菊地直子が神奈川県相模原市において発見、逮捕される。
- 2017年 - 2017年6月ロンドンテロ事件が発生する。
- 2018年 - グアテマラのフエゴ山が噴火[15]。
- 2019年 - スーダンの首都ハルツームで、民政移管を求める民主化デモに対し、治安部隊が攻撃を加えて強制排除。デモ参加者に100人を超える死者が発生した[16]。

## 誕生日

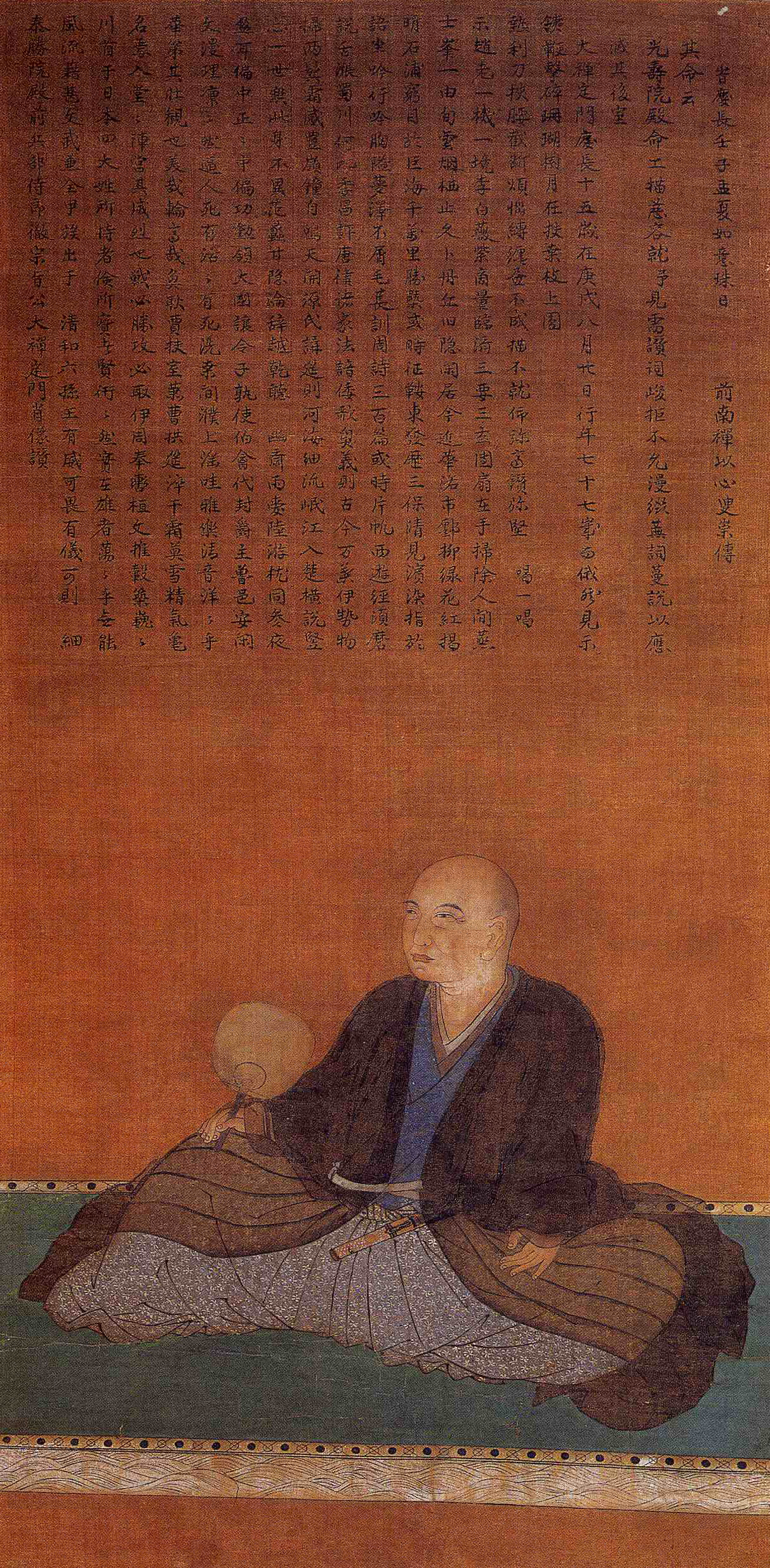
戦国武将・歌人細川幽斎(1534-1610)誕生。

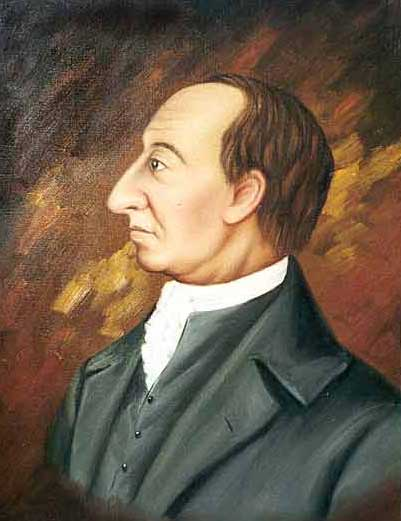
地質学者ジェームズ・ハットン(1726-1797)誕生。

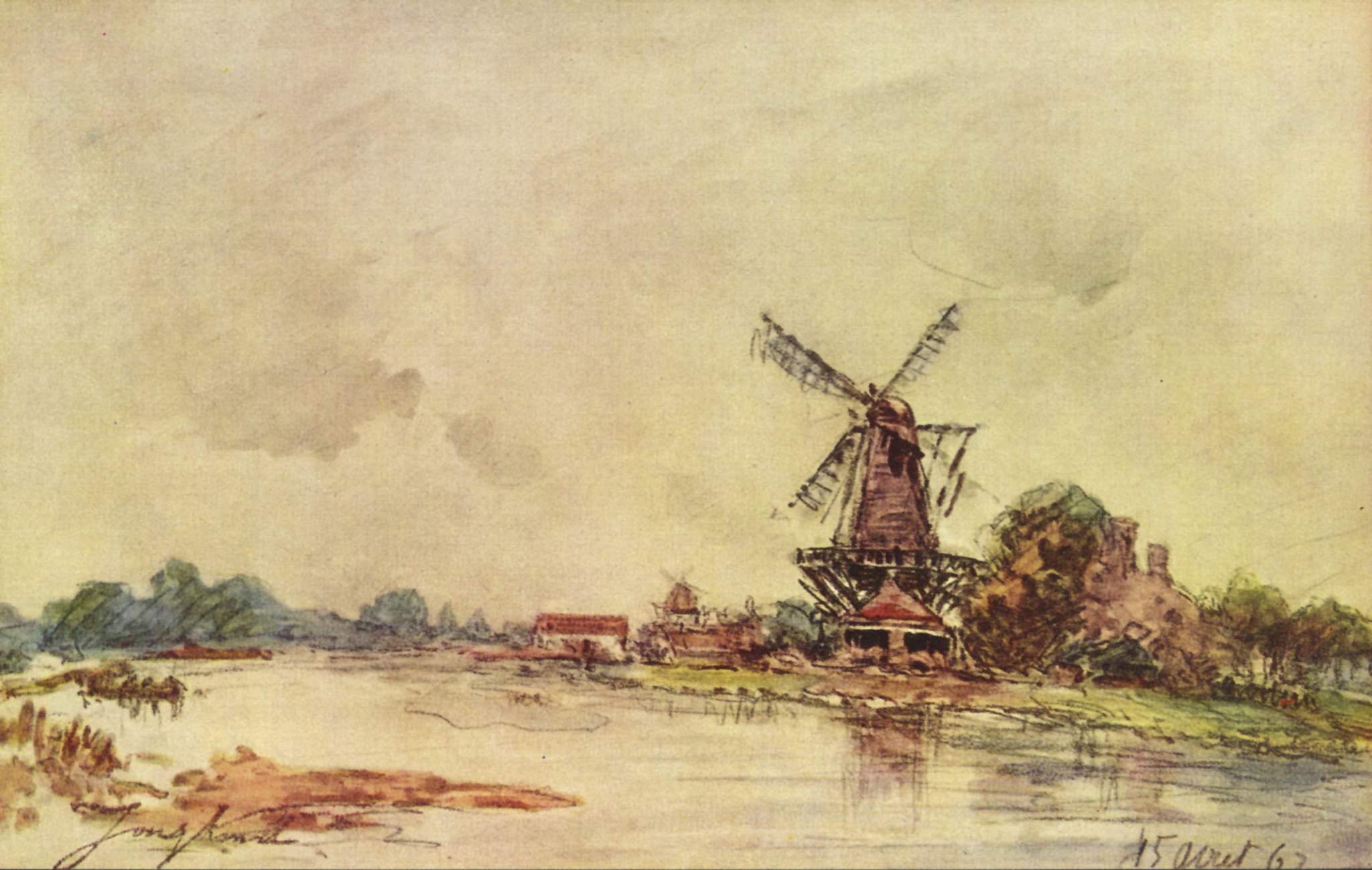
画家ヨハン・ヨンキント(1819-1891)誕生。画像は『風車』

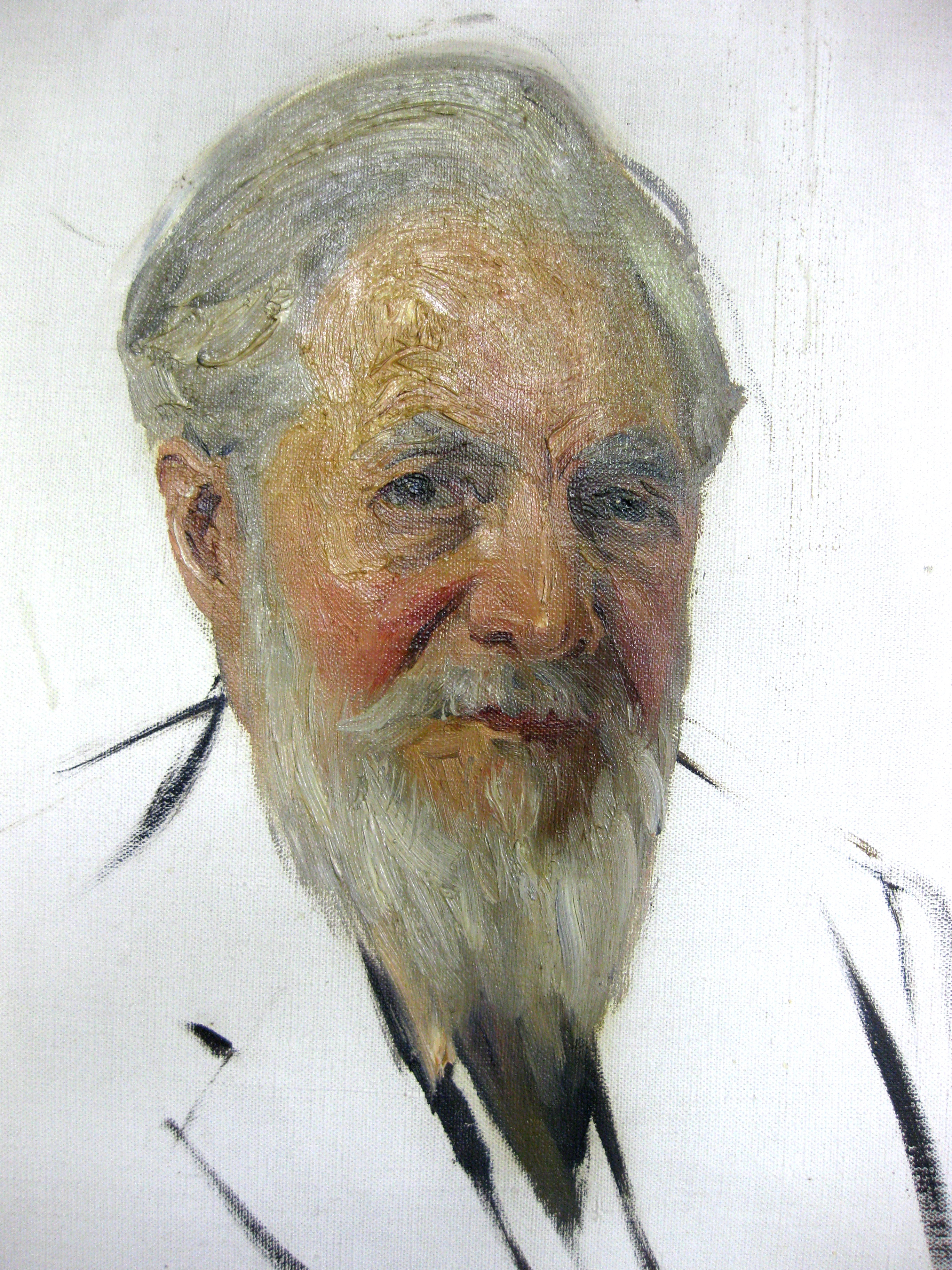
近代エジプト学の父フリンダーズ・ピートリー(1853-1942)誕生。

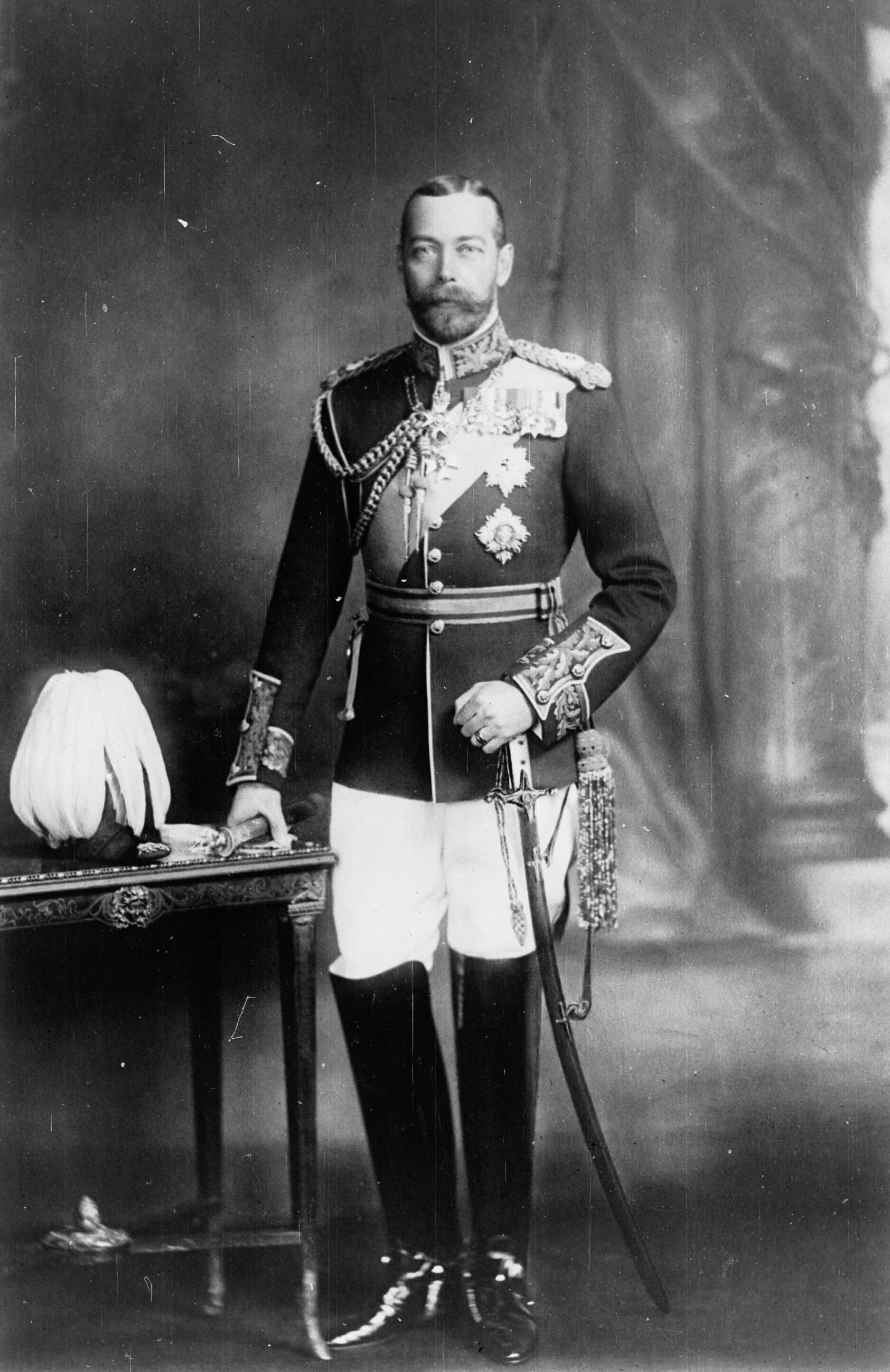
英国王ジョージ5世(1865-1936)誕生。

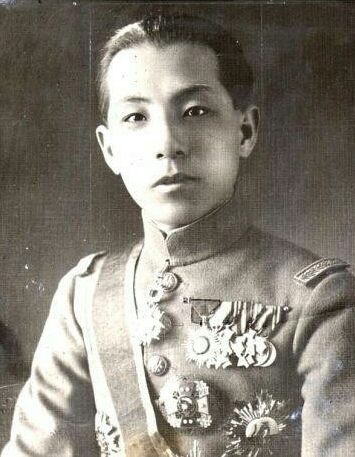
中国の政治家張学良(1901-2001)誕生。

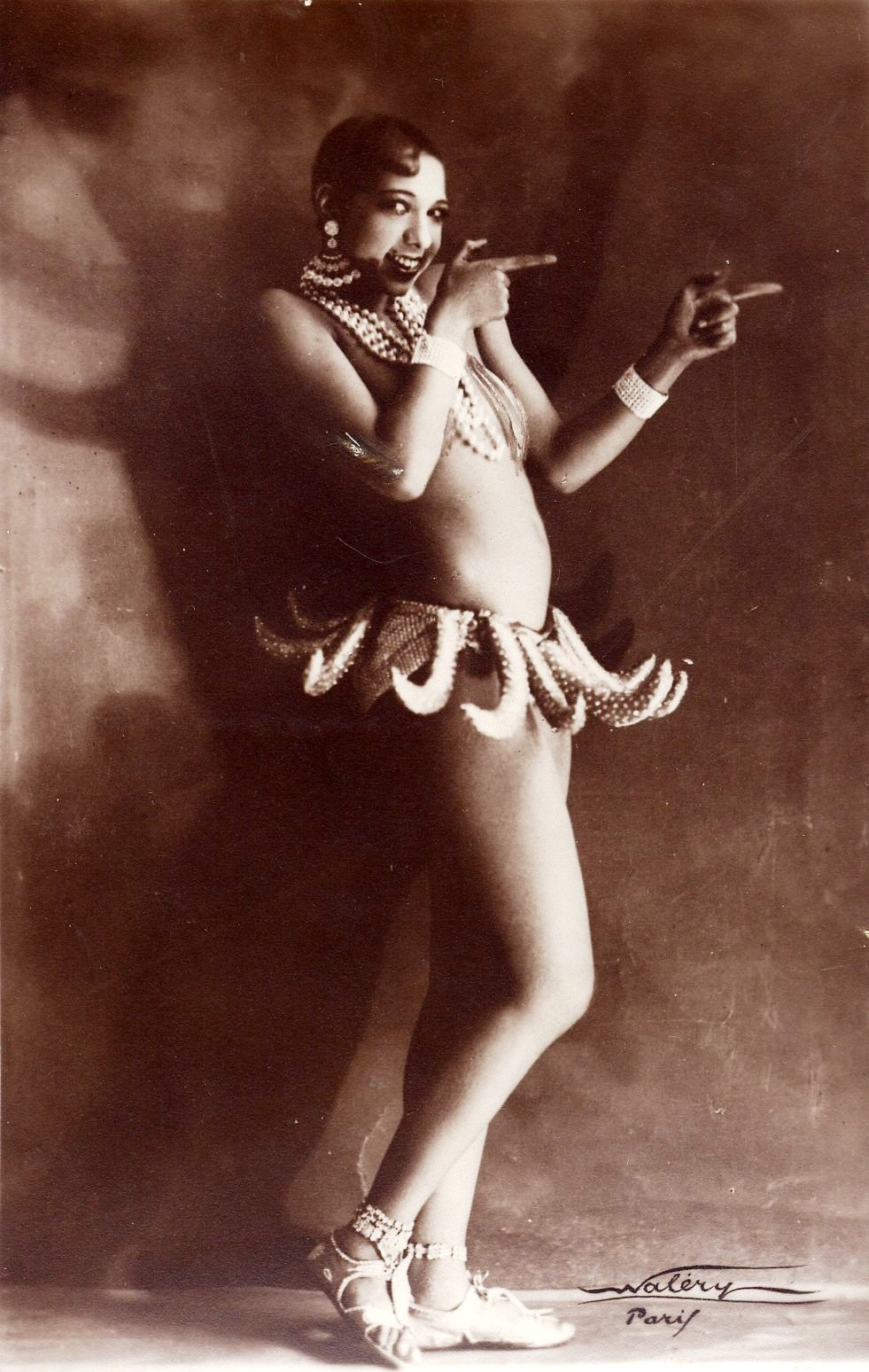
ジャズ歌手ジョセフィン・ベーカー(1906-1975)誕生。「黒いヴィーナス」の異名を取った。

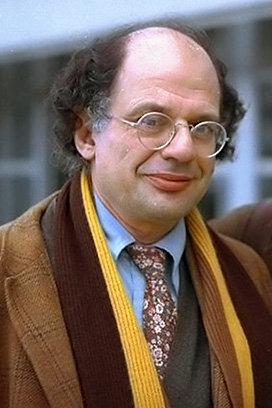
ビート文学者アレン・ギンズバーグ(1926-1997)誕生。

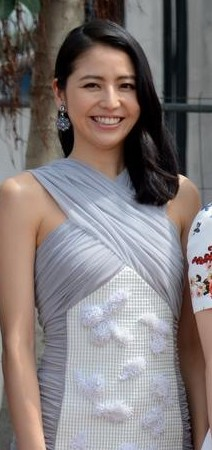
女優長澤まさみ(1987-)誕生。

- 1534年（天文3年4月22日） - 細川幽斎[17]、戦国武将、歌人、茶人（+ 1610年）
- 1537年 - ジョアン・マヌエル・デ・ポルトゥガル、ポルトガル王ジョアン3世と王妃カタリナ・デ・アウストリアの五男（+ 1554年）
- 1540年 - カール2世、オーストリア大公（内オーストリア大公）（+ 1590年）
- 1594年 - セザール・ド・ブルボン、ブルボン朝フランスの貴族（+ 1665年）
- 1635年 - フィリップ・キノー、劇作家（+ 1688年）
- 1678年（延宝6年4月14日） - 京極高之、第4代峰山藩主（+ 1723年）
- 1723年 - ジョヴァンニ・アントニオ・スコポリ、医師、博物学者（+ 1788年）
- 1726年 - ジェームズ・ハットン、地質学者（+ 1797年）
- 1736年 - イグナーツ・フレンツル、ヴァイオリニスト、作曲家（+ 1811年）
- 1751年（寛延4年5月10日） - 酒井忠崇、第4代松山藩主（+ 1824年）
- 1764年（宝暦14年5月4日） - 本多助受、第5代飯山藩主（+ 1824年）
- 1770年 - マヌエル・ベルグラーノ、アルゼンチンの政治家・軍人。アルゼンチン独立運動指導者の一人（+ 1820年）
- 1808年 - ジェファーソン・デイヴィス、アメリカ連合国大統領（+ 1889年）
- 1817年 - クレマンティーヌ・ドルレアン、7月王政期のフランス王ルイ・フィリップの娘（+ 1907年）
- 1818年 - ルイ・フェデルブ、フランスの軍人、植民地行政官（+ 1889年）
- 1819年 - ヨハン・ヨンキント、画家、版画家（+ 1891年）
- 1832年 - アレクサンドル・シャルル・ルコック、作曲家（+ 1918年）
- 1843年 - フレゼリク8世、デンマーク国王（+ 1912年）
- 1844年 - ギャレット・A・ホーバート、政治家（+ 1899年）
- 1844年 - デトレフ・フォン・リーリエンクローン、詩人（+ 1909年）
- 1852年 - セオドア・ロビンソン、画家（+ 1896年）
- 1853年 - フリンダーズ・ピートリー、考古学者（+ 1942年）
- 1864年 - ランサム・E・オールズ、オールズモビル創業者（+ 1950年）
- 1865年 - ジョージ5世、イギリス王（+ 1936年）
- 1873年 - オットー・レーヴィ、医学者（薬理学）（+ 1961年）
- 1877年 - ラウル・デュフィ、画家（+ 1953年）
- 1879年 - アラ・ナジモヴァ、女優・脚本家・プロデューサー（+ 1945年）
- 1879年 - レイモンド・パール、生物学者（+ 1940年）
- 1879年 - ビビアン・ウッドワード、サッカー選手（+ 1954年）
- 1881年 - ミハイル・ラリオーノフ、画家（+ 1964年）
- 1886年 - 石坂泰三、東芝社長、第2代経済団体連合会（経団連）会長（+ 1975年）
- 1888年 - 小林俊三、最高裁判所判事、弁護士（+ 1982年）
- 1895年 - 鈴木信太郎、フランス文学者、東京大学名誉教授（+ 1970年）
- 1897年 - 島津保次郎、映画監督（+ 1945年）
- 1897年 - メンフィス・ミニー、歌手・ギタリスト（+ 1973年）
- 1899年 - 左藤義詮、政治家（+ 1985年）
- 1899年 - 渡辺邦男、映画監督（+ 1981年）
- 1899年 - ゲオルク・フォン・ベーケーシ、生物学者（+ 1972年）
- 1900年 - 北川冬彦、詩人（+ 1990年）
- 1901年 - 張学良、軍人、政治家（+ 2001年）
- 1901年 - モーリス・エヴァンス、俳優（+ 1989年）
- 1904年 - ジャン・ピアース、テノール歌手（+ 1984年）
- 1904年 - 宗村佐信、実業家、教育者、5代目平田紡績社長、暁学園創設者（+ 1975年）
- 1905年 - マルティン・ゴットフリート・ヴァイス、ナチス・ドイツのダッハウ強制収容所やノイエンガンメ強制収容所などの所長を務めた人物（+ 1946年）
- 1906年 - ジョセフィン・ベーカー、ジャズシンガー（+ 1975年）
- 1906年 - 八田一朗、アマチュアレスリング選手、指導者、政治家（+ 1983年）
- 1906年 - R. G. D. アレン、経済学者（+ 1983年）
- 1908年 - 曽我廼家明蝶、俳優（+ 1999年）
- 1910年 - ポーレット・ゴダード、女優（+ 1990年）
- 1915年 - 泉靖一、文化人類学者（+ 1970年）
- 1918年 - リリ・セイント・シア、バーレスクパフォーマー（+ 1999年）
- 1920年 - 笠原和夫、元プロ野球選手（+ 1998年）
- 1922年 - アラン・レネ、映画監督（+ 2014年）
- 1922年 - 前田真三、写真家（+ 1998年）
- 1923年 - イゴール・ロスチスラヴォヴィッチ・シャハレビッチ、数学者（+ 2017年）
- 1924年 - トルステン・ウィーセル、医学者（生理学）
- 1924年 - 上原賢六、作曲家（+ 1980年）
- 1924年 - M・カルナーニディ、政治家、文学者（+ 2018年）
- 1925年 - トニー・カーティス、俳優（+ 2010年）
- 1925年 - 坂井豊司、元プロ野球選手（+ 2016年）
- 1926年 - アレン・ギンズバーグ、詩人（+ 1997年）
- 1926年 - 小田切茂造、元プロ野球選手
- 1926年 - コリーン・デューハースト、俳優（+ 1991年）
- 1926年 - トルステン・ウィーセル、神経科学者
- 1927年 - ブーツ・ランドルフ、サクソフォーン奏者（+ 2007年）
- 1928年 - ドナルド・ジャッド、画家、彫刻家、美術評論家（+ 1994年）
- 1929年 - ヴェルナー・アーバー、医学者（細菌学）
- 1929年 - 高鳥修、政治家（+ 2019年）
- 1929年 - チャック・バリス、ゲーム番組制作者、プロデューサー、司会者（+ 2017年）
- 1930年 - 原勝彦、元プロ野球選手（+ 2020年）
- 1930年 - 和田勉、テレビディレクター（+ 2011年）
- 1930年 - マリオン・ジマー・ブラッドリー、SF作家（+ 1999年）
- 1931年 - フランソワーズ・アルヌール、女優、演出家（+ 2021年）
- 1931年 - ラウル・カストロ、キューバ国家評議会議長
- 1931年 - ジョン・ノーマン、SF作家
- 1931年 - リンディ・レミギノ、陸上競技選手（+ 2018年）
- 1931年 - イーサ・ビン・サルマーン・アール・ハリーファ、バーレーンの初代アミール（首長）（+ 1999年）
- 1934年 - 田中克彦、言語学者
- 1935年 - 木村勉、実業家、ラーメンチェーン店『天下一品』創業者
- 1936年 - ラリー・マクマートリー、作家・エッセイスト・脚本家（+ 2021年）
- 1937年 - ジャン＝ピエール・ジョッソー、元レーシングドライバー（+ 2021年）
- 1939年 - 木下陽三、工学者、実業家、元東セロ社長
- 1939年 - 長田裕之、元プロ野球選手
- 1939年 - 相原俊子、元体操選手
- 1939年 - イアン・ハンター、ミュージシャン（モット・ザ・フープル）
- 1939年 - スティーヴ・ダルコウスキー、プロ野球選手（+ 2020年）
- 1939年 - キャスリーン・E・ウッディウィス、作家（+ 2007年）
- 1941年 - 石井裕士、プロゴルファー（+ 2006年）
- 1942年 - カーティス・メイフィールド、ミュージシャン（+ 1999年）
- 1942年 - 合田栄蔵、元プロ野球選手
- 1943年 - 武田邦彦、工学者
- 1943年 - ビリー・カニンガム、元バスケットボール選手、指導者
- 1944年 - 鏑木悦純、元プロ野球選手
- 1944年 - 土橋修、プロ野球選手（+ 1966年）
- 1945年 - ヘール・アーウィン、プロゴルファー
- 1945年 - 宮本幸信、元プロ野球選手
- 1946年 - 倉田誠、元プロ野球選手（+ 2021年）
- 1946年 - マイケル・クラーク、ミュージシャン（+ 1993年）
- 1946年 - ペネロープ・ウィルトン、女優
- 1947年 - 佐藤博、ミュージシャン（+ 2012年）
- 1949年 - マモル・マヌー、ミュージシャン（ザ・ゴールデン・カップス）（+ 2020年）
- 1949年 - 山田茂、俳優
- 1949年 - 内田照文、元プロ野球選手
- 1950年 - スージー・クアトロ、ミュージシャン
- 1950年 - フレデリック・フランソワ、歌手、作曲家
- 1950年 - メリッサ・マシスン、脚本家（+ 2015年）
- 1951年 - 村上もとか、漫画家
- 1951年 - ジル・バイデン、教育学者
- 1951年 - デニース・ウィリアムス、歌手、シンガーソングライター、音楽プロデューサー
- 1952年 - 湯口敏彦、プロ野球選手（+ 1973年）
- 1952年 - ルイージ・リッツィ、言語学者
- 1953年 - 舟橋誠、工学者
- 1953年 - ジョン・モルダー・ブラウン、俳優
- 1955年 - 佐野稔、元フィギュアスケート選手
- 1956年 - 遠藤龍之介、テレビプロデューサー
- 1956年 - 松元真一郎、アナウンサー
- 1956年 - 吉田英男、政治家、神奈川県三浦市長
- 1957年 - 林一郎、元アナウンサー
- 1958年 - 中村由利子、ミュージシャン
- 1958年 - 中西英敏、柔道家
- 1958年 - 野田国義、政治家
- 1959年 - 山中重信、元プロ野球選手
- 1959年 - 竹口昭憲、元プロ野球選手
- 1960年 - アネット・ペッチ、フィギュアスケート選手
- 1960年 - 右田一彦、元プロ野球選手
- 1961年 - 黒田知永子、ファッションモデル
- 1961年 - ローレンス・レッシグ、法学者
- 1961年 - ホセ・トレンティーノ、元プロ野球選手
- 1963年 - 唐沢寿明、俳優
- 1964年 - 亀田誠治、音楽プロデューサー、ベーシスト
- 1964年 - KIYOSHI、ギタリスト
- 1964年 - 向井恭介、俳優
- 1964年 - 中瀬ゆかり、編集者
- 1964年 - 斎藤哲也、アナウンサー
- 1964年 - 出津孝一、元騎手
- 1964年 - ネルソン・リリアーノ、元プロ野球選手
- 1964年 - 稲垣秀次、元プロ野球選手
- 1964年 - ジェームズ・ピュアフォイ、俳優
- 1964年 - ケリー・キング、ミュージシャン（スレイヤー）
- 1965年 - 山田和利、元プロ野球選手
- 1965年 - 道傳愛子、元アナウンサー
- 1966年 - リック・ルーファス、キックボクサー
- 1966年 - 須貝尚介、元騎手、調教師
- 1966年 - 藤尾領、ミュージシャン
- 1966年 - ワシム・アクラム、元プロクリケット選手
- 1967年 - 田中実、元プロ野球選手
- 1967年 - スベン・オットケ、元プロボクサー
- 1967年 - タマス・ダルニュイ、競泳選手
- 1967年 - ハニホー・ヘニハー、タレント
- 1967年 - アンダーソン・クーパー、ジャーナリスト、アンカーマン、作家
- 1967年 - 入来智、元プロ野球選手（+ 2023年）
- 1968年 - 板越ジョージ、戦略コンサルタント、経営学者、実業家
- 1968年 - 長島三奈、スポーツキャスター
- 1968年 - 長峯かおり、元サッカー選手、指導者
- 1969年 - 七尾与史、推理作家、歯科医師
- 1969年 - 中野寛也、囲碁棋士
- 1969年 - 畠山成幸、将棋棋士
- 1969年 - 畠山鎮、将棋棋士
- 1969年 - 貴水博之、ミュージシャン（access）
- 1969年 - 嶺川貴子、ミュージシャン
- 1969年 - 古城隆利、野球指導者
- 1969年 - 松井明子、元競輪選手
- 1970年 - エフゲニー・ベルズィン、自転車競技選手（ロードレース）
- 1970年 - ピーター・テクレン、ミュージシャン、音楽プロデューサー、レコーディングエンジニア
- 1970年 - 岡田英二、俳優
- 1971年 - 小林健、俳優
- 1971年 - 大橋弘枝、俳優、演出家、ダンサー
- 1971年 - 成嶋涼、女優
- 1971年 - カール・エバレット、元プロ野球選手
- 1971年 - ルイジ・ディ・ビアジョ、元サッカー選手
- 1972年 - ジュリー・ガイエ、女優、映画プロデューサー
- 1974年 - 大内登、テレビディレクター、テレビプロデューサー、元お笑い芸人（元ビビる）
- 1974年 - 田崎日加理、アナウンサー
- 1974年 - ステファン・レコ、キックボクサー、元総合格闘家
- 1974年 - ケリー・ジョーンズ、ミュージシャン（ステレオフォニックス）
- 1974年 - 蜂飼耳、詩人
- 1974年 - 豊原哲也、元プロ野球選手
- 1974年 - セルゲイ・レブロフ、元サッカー選手、指導者
- 1975年 - 早川大輔、元プロ野球選手
- 1975年 - 吉武真太郎、元プロ野球選手
- 1975年 - 田中充、元プロ野球選手
- 1975年 - ホセ・モリーナ、元プロ野球選手
- 1975年 - KOHTA、ベーシスト
- 1976年 - 菅原智、元サッカー選手
- 1976年 - 満永ひとみ、元バレーボール選手
- 1976年 - ワシノミカ、ファッションデザイナー、ウェブデザイナー、イラストレーター
- 1976年 - ジェイミー・マクマレー、NASCARドライバー
- 1977年 - 櫻井健介、元アナウンサー
- 1977年 - 政次夏希、アナウンサー
- 1977年 - トラビス・ハフナー、元プロ野球選手
- 1977年 - クリスチアーノ・マルケス・ゴメス、元サッカー選手
- 1978年 - 森高一真、競艇選手
- 1978年 - 佐藤俊介、実業家
- 1979年 - 石田剛太、俳優
- 1979年 - ピエール・ポワリエーヴル、政治家
- 1980年 - 鈴木桂治、柔道家
- 1980年 - 松本美奈子、タレント
- 1980年 - 金川直樹、元プロ野球選手
- 1980年 - タミーム・ビン・ハマド・アール＝サーニー、カタール首長
- 1980年 - アマウリ・カルヴァーリョ・デ・オリヴェイラ、元サッカー選手
- 1981年 - 川﨑宗則、プロ野球選手
- 1981年 - 田辺和彦、元サッカー選手
- 1981年 - 細野佑美子、タレント
- 1982年 - エレーナ・イシンバエワ、棒高跳選手
- 1982年 - 石神深一、騎手
- 1982年 - 石野貴之、競艇選手
- 1982年 - 牧田明久、元プロ野球選手
- 1982年 - 北野政則、シンガーソングライター
- 1982年 - 南條庄助、お笑い芸人（すゑひろがりず）
- 1982年 - エレーナ・イシンバエワ、陸上競技選手
- 1983年 - 秦裕二、元プロ野球選手
- 1983年 - 強、歌手
- 1983年 - 福士誠治、俳優
- 1983年 - 川野翔、ミュージカル俳優
- 1983年 - 源啓介、元子役
- 1983年 - 青木美沙子、モデル、タレント
- 1983年 - パスクアーレ・フォッジャ、元サッカー選手
- 1984年 - 中村英之、元サッカー選手
- 1984年 - 矢野喬子、元サッカー選手
- 1984年 - 天空ツバサ、プロボクサー
- 1985年 - ルーカス・ハレル、プロ野球選手
- 1985年 - 髙田周平、元プロ野球選手
- 1985年 - 中西麻耶、陸上選手
- 1985年 - 浜名ランチ、お笑い芸人（ハルカラ）
- 1985年 - 村岡沙耶香、元タレント
- 1985年 - 中林俊史、声優
- 1985年 - パピス・シセ、サッカー選手
- 1985年 - ウカシュ・ピシュチェク、元サッカー選手
- 1986年 - 竹島由夏、タレント
- 1986年 - ラファエル・ナダル、テニス選手
- 1986年 - トマシュ・ベルネル、フィギュアスケート選手
- 1986年 - ザックかな・ラッツ、プロ野球選手
- 1986年 - アル・ホーフォード、プロバスケットボール選手
- 1986年 - ミカ・コーゴ、陸上競技選手
- 1987年 - 長澤まさみ、女優
- 1987年 - 森直美、フリーアナウンサー
- 1987年 - やくしまるえつこ、ミュージシャン
- 1987年 - 松本晶恵、競艇選手
- 1987年 - 二神一人、元プロ野球選手
- 1987年 - 相沢晋、元プロ野球選手
- 1988年 - 鈴木孝之、俳優
- 1988年 - 三浦翔平、俳優
- 1988年 - 柳下大、俳優
- 1988年 - 中川朋美、女優、元グラビアアイドル
- 1989年 - ケイティ・ホフ、競泳選手
- 1989年 - 潘めぐみ、声優
- 1989年 - イモージェン・プーツ、女優
- 1989年 - Megu、アイドル（Negicco）
- 1990年 - 前嶋大翔、お笑いタレント（元マカロン）
- 1990年 - かずのすけ、YouTuber
- 1990年 - チャン・ハオチェン、ピアニスト
- 1990年 - 清水芽衣、元女優、元声優
- 1991年 - 廣瀬大介、俳優、声優
- 1991年 - 安藤遥、タレント
- 1991年 - 中曽根知左、モデル、タレント
- 1991年 - 中村亮土、ラグビーユニオン選手
- 1991年 - ヨーダノ・ベンチュラ、プロ野球選手
- 1992年 - 堀江裕介、実業家、Dely創業者
- 1992年 - 加藤貴之、プロ野球選手
- 1992年 - マリオ・ゲッツェ、サッカー選手
- 1992年 - ディリラバ、女優、歌手、ファッションモデル
- 1993年 - 石井孝英、声優
- 1993年 - オット・ポーター・ジュニア、元プロバスケットボール選手
- 1994年 - 鈴木球予、女優
- 1994年 - 篠田みなみ、声優
- 1994年 - ザカオ、YouTuber（フィッシャーズ）
- 1994年 - 齋藤加奈子、バレーボール選手
- 1994年 - ハリソン・ベイダー、プロ野球選手
- 1995年 - かなちぃ、グラビアアイドル
- 1995年 - 齊藤大将、元プロ野球選手
- 1995年 - おしの沙羅、タレント、元グラビアアイドル
- 1995年 - 菊池梨沙、タレント、元グラビアアイドル
- 1996年 - ちろる、お笑い芸人（翠星チークダンス）
- 1996年 - 吉崎綾、モデル、タレント
- 1996年 - 榮林桃伽、女優、モデル
- 1996年 - 板橋侑我、競艇選手
- 1997年 - 柘植世那、プロ野球選手
- 1997年 - 小川一平、プロ野球選手
- 1997年 - 祐亮、ギター奏者
- 1997年 - 瑛人、シンガーソングライター
- 1997年 - 江本光輝、元俳優、元モデル
- 1997年 - 梅野健太郎、お笑い芸人（軍艦）
- 1998年 - ゆうたろう、モデル
- 1998年 - 名倉巧、サッカー選手
- 1999年 - 後藤威尊、アイドル（INI）
- 1999年 - 木村美咲、元アイドル（Someday Somewhere）
- 1999年 - 庭野ほのか、アナウンサー
- 2000年 - 春山万太郎、大相撲力士
- 2000年 - 依田茉衣子、バレーボール選手
- 2000年 - まりあ、元ジュニアアイドル
- 2000年 - ビーバドゥービー、シンガー・ソングライター、インディー・ロック・ミュージシャン
- 2001年 - 松浦愛弓、女優、声優
- 2001年 - 髙橋真生、アイドル（NGT48）
- 2001年 - 鈴木芽吹、陸上競技選手
- 2001年 - ジェイレン・サッグス、プロバスケットボール選手
- 2002年 - 久木田帆乃夏、タレント
- 2003年 - 大白桃子、アイドル（fishbowl）
- 2003年 - 高橋夏未、ラグビー選手
- 2005年 - 藤田悠太郎、プロ野球選手
- 2006年 - 佐々木ゆら、タレント
- 2008年 - ハルシャーリー・マルホートラ、子役
- 2008年 - 山下数毅、日本将棋連盟の関西奨励会に所属する奨励会員
- 生年不詳 - LEVIN、ミュージシャン（La'cryma Christi）
- 生年不詳 - 川原ちかよ、ラジオパーソナリティ
- 生年不詳 - 橋本達也、俳優、声優
- 生年不詳 - 佐伯洋史、声優
- 生年不詳 - 清水一貴、声優
- 生年不詳 - 橘諒、声優
- 生年不詳 - 谷口佳子、声優
- 生年不詳 - 笹野ちはる、漫画家
- 生年不詳 - 藤井みどり、漫画家
- 生年不詳 - 水瀬藍、漫画家

## 忌日

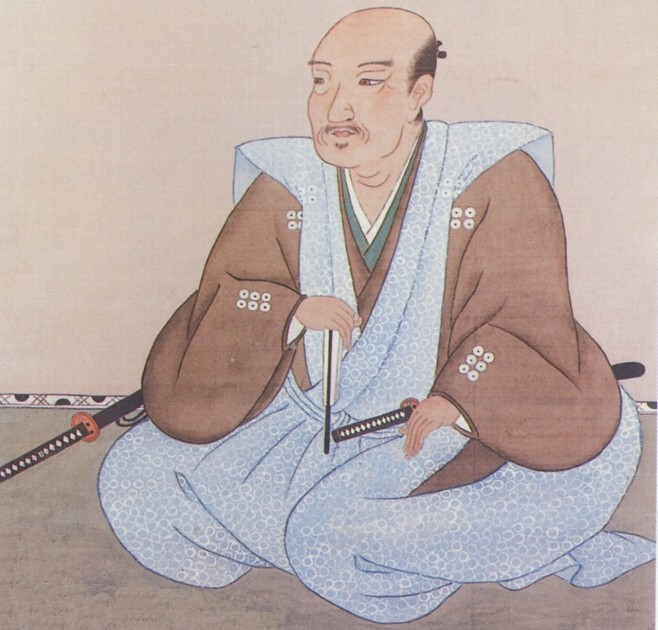
真田信繁(真田幸村: 1567?-1615)、大坂夏の陣で討死。

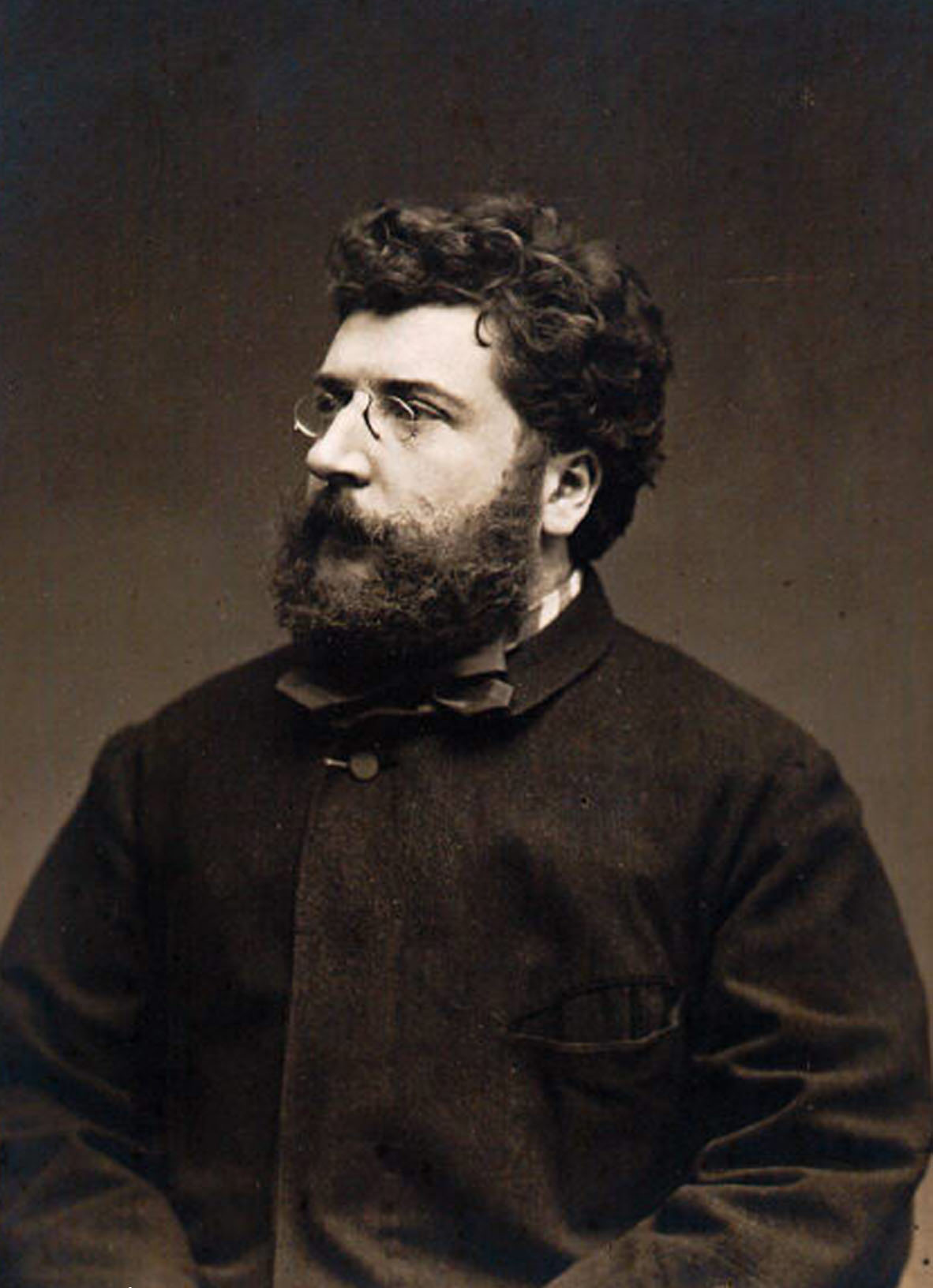
作曲家ジョルジュ・ビゼー(1838-1875)没。

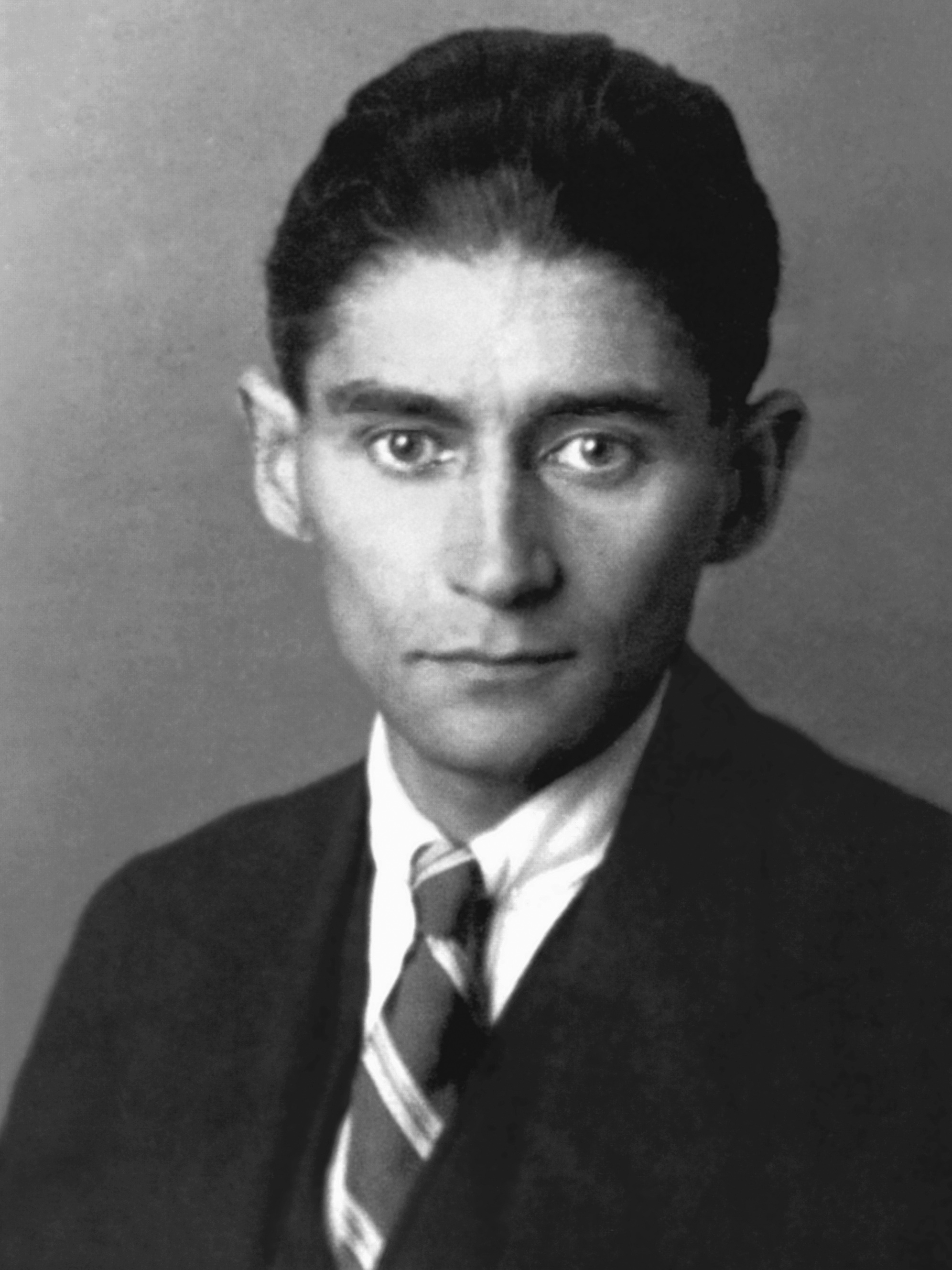
作家フランツ・カフカ(1883-1924)没。

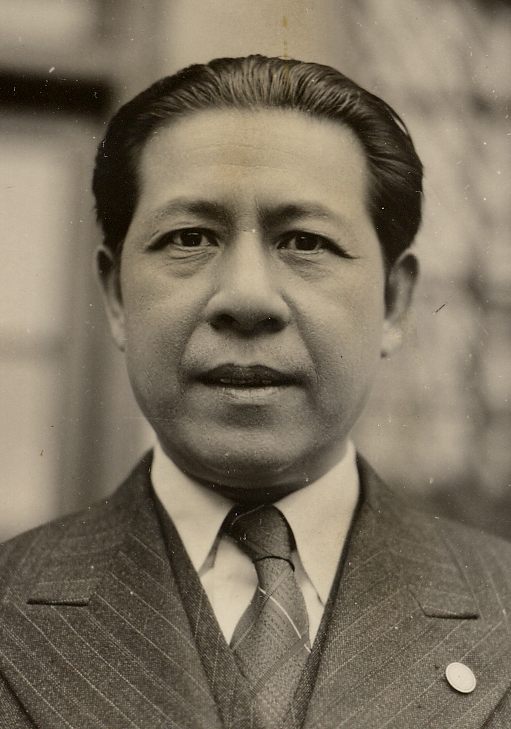
汪兆銘と共に南京政府を設立した陳公博(1892-1946)、刑死。

イラン革命の指導者、ルーホッラー・ホメイニー(1902-1989)没。

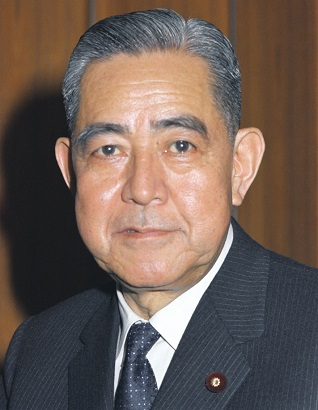
政治家、第61-63代内閣総理大臣佐藤栄作(1901-1975)没。

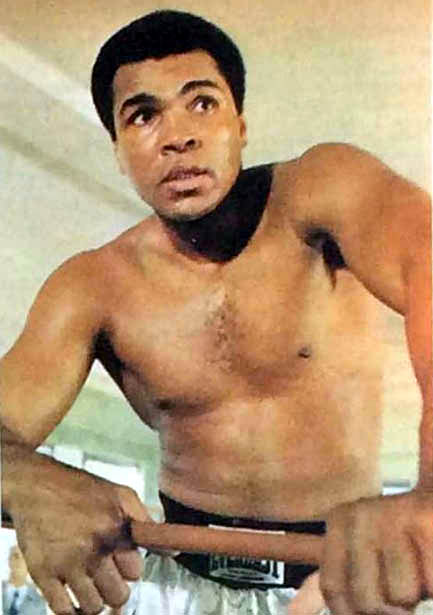
プロボクサーモハメド・アリ(1942-2016)没。元WBA・WBC世界ヘビー級統一王者、1960年ローマ五輪金メダリスト。

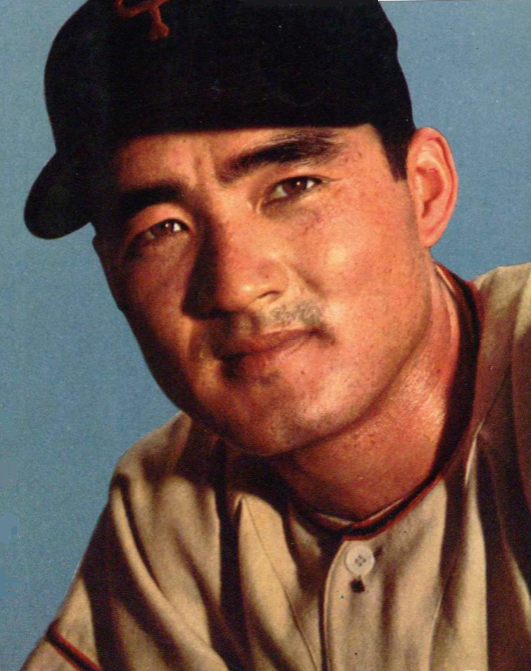
プロ野球選手、監督、長嶋茂雄(1936-2025)没。野球を国民的人気スポーツに押し上げた。

### 人物
- 1411年 - レオポルト4世、ハプスブルク家レオポルト系のオーストリア公（在位：1386年 - 1396年、1406年 - 1411年）、チロル伯（在位：1396年 - 1406年）（* 1371年）
- 1548年 - フアン・デ・スマラガ、修道士（* 1468年）
- 1568年 - アンドレス・デ・ウルダネータ、修道士、探検家（* 1498年）
- 1605年 - ヤン・ザモイスキ、ポーランド・リトアニア共和国のマグナート（大貴族）（* 1542年）
- 1615年（慶長20年5月7日） - 三好清海、大坂の陣豊臣方の武将（* 1528年）
- 1615年（慶長20年5月7日） - 御宿政友、大坂の陣豊臣方の武将（* 1566年?）
- 1615年（慶長20年5月7日） - 真田信繁（幸村）、大坂の陣豊臣方の武将（* 1567年）
- 1615年（慶長20年5月7日） - 小笠原秀政、松本藩主（* 1569年）
- 1615年（慶長20年5月7日） - 大谷吉治、大坂の陣豊臣方の武将（* 1581年?）
- 1615年（慶長20年5月7日） - 本多忠朝、大多喜藩主（* 1582年）
- 1615年（慶長20年5月7日） - 小笠原忠脩、松本藩の世子（* 1594年）
- 1657年 - ウイリアム・ハーベー、医学者（* 1578年）
- 1665年 - チャールズ・ウェストン、イングランド貴族（* 1639年）
- 1780年 - トマス・ハッチンソン、実業家、歴史家（* 1711年）
- 1826年 - ニコライ・カラムジン、貴族、小説家、詩人、歴史家、評論家（* 1766年）
- 1829年 - ジャン＝ジャック・アウエ、画家（* 1751年）
- 1858年 - ユリウス・ロイプケ、作曲家（* 1834年）
- 1861年 - スティーブン・ダグラス、政治家（* 1813年）
- 1875年 - ジョルジュ・ビゼー、作曲家（* 1838年）
- 1877年 - ルートヴィヒ・フォン・ケッヘル、音楽学者、ケッヘル番号創始者（* 1800年）
- 1877年 - エリザベス・F・エレット、著作家、歴史家、詩人（* 1818年）
- 1889年 - ベルンハルト・フェルスター、反ユダヤ主義思想家（* 1843年）
- 1894年 - オスカル・テーノ、画家（* 1842年）
- 1899年 - ヨハン・シュトラウス2世、作曲家、指揮者（* 1825年）
- 1900年 - メアリー・キングスリー、民族誌学者、著述家、探検家（* 1862年）
- 1905年 - ハドソン・テーラー、キリスト教宣教師（* 1832年）
- 1915年 - 横山源之助、ジャーナリスト（* 1871年）
- 1924年 - フランツ・カフカ、小説家（* 1883年）
- 1925年 - カミーユ・フラマリオン、天文学者（* 1842年）
- 1928年 - 黎元洪、軍人、政治家（* 1864年）
- 1933年 - ウィリアム・マルドゥーン、元プロレスラー（* 1852年）
- 1935年 - 田原良純、薬学者、フグ毒発見者（* 1855年）
- 1938年 - ジョン・フラナガン、陸上競技選手（* 1873年）
- 1946年 - ミハイル・カリーニン、ソビエト連邦最高会議幹部会議長（* 1875年）
- 1946年 - 陳公博、政治家（* 1892年）
- 1949年 - 佐藤紅緑、小説家、俳人（* 1874年）
- 1949年 - 白鳥敏夫、外交官（* 1887年）
- 1952年 - 豊田利三郎、実業家、初代豊田自動織機製作所社長、第3代豊田紡織社長、初代トヨタ自動車工業社長、初代豊田工機社長（* 1884年）
- 1953年 - フローレンス・プライス、作曲家（* 1887年）
- 1955年 - 恩地孝四郎、版画家、装幀家（* 1891年）
- 1961年 - 山本玄峰、禅僧（* 1866年）
- 1963年 - ヨハネ23世、第261代ローマ教皇（* 1881年）
- 1963年 - ナーズム・ヒクメット、詩人、劇作家、共産主義者、革命運動家（* 1901年）
- 1964年 - フランス・エーミル・シランペー、小説家（* 1888年）
- 1964年 - キャーズム・オルバイ、軍人（* 1887年）
- 1966年 - 武内義雄、東洋学者、中国哲学研究者、東北帝国大学名誉教授（* 1886年）
- 1967年 - アーサー・ランサム、児童文学作家、ジャーナリスト（* 1884年）
- 1967年 - アンドレ・クリュイタンス、指揮者（* 1905年）
- 1967年 - リチャード・クドウ、生物学者（* 1886年）
- 1968年 - 石黒宗麿、陶芸家（* 1893年）
- 1970年 - ヒャルマル・シャハト、ナチス・ドイツ経済相、ドイツ帝国銀行総裁（* 1877年）
- 1971年 - 剣持勇、インテリアデザイナー（* 1912年）
- 1972年 - 山内以九士、日本プロ野球の公式記録員（* 1902年）
- 1973年 - ドリー・ファンク・シニア、プロレスラー、プロモーター（* 1919年）
- 1975年 - 佐藤栄作、政治家、第61-63代内閣総理大臣（* 1901年）
- 1976年 - 川崎弘子、女優（* 1912年）
- 1977年 - アーチボルド・ヒル、生理学者（* 1886年）
- 1977年 - ロベルト・ロッセリーニ、映画監督（* 1906年）
- 1980年 - 尾崎盛光、文筆家（* 1918年）
- 1981年 - 重政誠之、官僚、政治家（* 1897年）
- 1983年 - 前嶋信次、イスラム史研究者（* 1903年）
- 1986年 - 舟橋高次[18]、実業家、シヤチハタ創業者（* 1902年）
- 1986年 - アンナ・ニーグル、女優、歌手（* 1904年）
- 1987年 - 一圓一億、憲法学者（* 1911年）
- 1987年 - ウィル・サンプソン、映画俳優、画家（* 1933年）
- 1989年 - ルーホッラー・ホメイニー、イラン革命指導者（* 1902年）
- 1989年 - 荒木義朗、銀行家、元富士銀行頭取、元全国銀行協会連合会会長（* 1921年）
- 1990年 - ロバート・ノイス、実業家、工学者、インテル設立者（* 1927年）
- 1991年 - 永田武、地球科学者（* 1913年）
- 1991年 - アンディ・ミリガン、劇作家、脚本家、映画監督（* 1929年）
- 1991年 - 大塚安則、元プロ野球選手（* 1934年）
- 1991年 - カティア・クラフト、火山学者、雲仙普賢岳火砕流の犠牲者（* 1942年）
- 1991年 - モーリス・クラフト、火山学者、雲仙普賢岳火砕流の犠牲者（* 1946年）
- 1991年 - ハリー・グリッケン、火山学者、雲仙普賢岳火砕流の犠牲者（* 1958年）
- 1992年 - 龍胆寺雄、作家、サボテン研究家（* 1901年）
- 1992年 - ロバート・モーレイ、俳優（* 1908年）
- 1993年 - 有馬徹、指揮者（* 1927年）
- 1995年 - ジョン・プレスパー・エッカート、電気工学者（* 1919年）
- 2000年 - マートン・ミラー、経済学者（* 1923年）
- 2001年 - 原田改三、政治家、元愛媛県北条市長・温泉郡浅海村長（* 1914年）
- 2001年 - アンソニー・クイン、俳優（* 1915年）
- 2001年 - 竹内洋、元プロ野球選手（* 1946年）
- 2002年 - ルー・ワッサーマン、実業家、ユニバーサル・スタジオ名誉会長 （* 1913年）
- 2003年 - フェリックス・ド・ウェルドン、彫刻家 （* 1907年）
- 2005年 - マイケル・ビリントン、俳優（* 1941年）
- 2006年 - 江川泰一郎、英語学者、東京学芸大学名誉教授（* 1918年）
- 2006年 - 清岡卓行、詩人、小説家、評論家、法政大学名誉教授（* 1922年）
- 2007年 - 若前田英一朗、元大相撲力士、関脇（* 1930年）
- 2008年 - グリゴリー・ロマノフ、ソ連共産党政治局員（* 1923年）
- 2009年 - シー・キエン、俳優（* 1913年）
- 2009年 - 江幡修三、検察官、弁護士、元検事総長（* 1921年）
- 2009年 - 赤穴宏、洋画家、千葉大学名誉教授（* 1921年）
- 2009年 - 高橋長雄、札幌医科大学名誉教授（* 1922年）
- 2009年 - 石田徳、政治家、元大分県杵築市長（* 1923年）
- 2009年 - ココ・テイラー、ブルース歌手（* 1928年）
- 2009年 - 坂部恵、哲学者、東京大学名誉教授（* 1936年）
- 2009年 - デビッド・キャラダイン、俳優、中国武術家（* 1936年）
- 2010年 - 小林昇、経済学者、立教大学・福島大学名誉教授（* 1916年）
- 2010年 - ウラジーミル・アーノルド、数学者（* 1937年）
- 2011年 - ジェームズ・アーネス、俳優（* 1923年）
- 2011年 - ジャック・ケヴォーキアン、病理学者、元医師（* 1928年）
- 2011年 - アンドリュー・ゴールド、マルチプレイヤー、歌手、ソングライター、レコード・プロデューサー（* 1951年）
- 2011年 - ベニー・スペルマン、R&B歌手（* 1931年）
- 2012年 - ジャン＝ルイ・リシャール、俳優、脚本家（* 1927年）
- 2012年 - 宮田達男、脚本家 、作詞家（* 1928年）
- 2013年 - 有馬直和、政治家、元福岡県直方市長（* 1927年）
- 2013年 - 津田正、元自治事務次官、長野冬季五輪組織委員会事務総長（* 1933年）
- 2013年 - ディーコン・ジョーンズ、アメリカンフットボール選手（* 1938年）
- 2013年 - ジア・カーン、女優（* 1988年）
- 2014年 - 丸谷金保、政治家（* 1919年）
- 2014年 - 植田いつ子、服飾デザイナー（* 1928年）
- 2015年 - 井尻千男、評論家、コラムニスト、拓殖大学名誉教授（* 1938年）
- 2015年 - 神田山裕、講談師（* 1954年）
- 2015年 - 備前夕子、元バレーボール選手（* 1975年）
- 2016年 - モハメド・アリ、プロボクサー（* 1942年）
- 2016年 - 森岡賢、ミュージシャン、キーボーディスト（* 1967年）
- 2017年 - 銘苅朝則、プリマート創業者（* 1928年または1929年）
- 2017年 - 東潤、政治家、元大阪府門真市長（* 1932年）
- 2017年 - 大場典彦、ヴィア・ホールディングス社長（* 1958年）
- 2018年 - クラレンス・ファウンテン、ゴスペル歌手（ブラインド・ボーイズ・オブ・アラバマ）（* 1929年）
- 2018年 - フランク・カールッチ、政治家、第16代アメリカ合衆国国防長官（* 1930年）
- 2018年 - ジョニー・キーズ、プロボクサー、ポルノ男優（* 1940年）
- 2019年 - 菊田守、詩人（* 1935年）
- 2019年 - 藤原信、彫刻家（* 1938年）
- 2019年 - 本江邦夫、美術史学者、多摩美術大学名誉教授（* 1948年）
- 2019年 - 佐藤弘樹、ラジオパーソナリティ（* 1957年）
- 2019年 - 青木篤志、プロレスラー（* 1977年）
- 2020年 - ブルース・ジェイ・フリードマン、小説家、劇作家、脚本家（* 1930年）
- 2020年 - 中垣昌美、社会福祉学者、龍谷大学名誉教授（* 1930年）
- 2020年 - 加藤昭夫、無機材料科学者、九州大学名誉教授（* 1934年）
- 2020年 - 丸山雅仁、作曲家、編曲家（* 1943年）
- 2020年 - 焦茶、イラストレーター（* 1995年）
- 2021年 - 石田治夫、元武蔵野銀行頭取（* 1919年）
- 2021年 - アヌルード・ジュグノート、政治家、元モーリシャス首相・大統領（* 1930年）
- 2021年 - 細井三男、洋画家、愛知教育大学名誉教授（* 1930年）
- 2021年 - 谷津義男、政治家、第31代農林水産大臣（* 1934年）
- 2021年 - ベネディクト・アントニオ・アンジェリ、サッカー選手、指導者（* 1939年）
- 2021年 - アーニー・ライヴリー、俳優（* 1947年）
- 2021年 - 辛明、俳優（* 1950年）
- 2022年 - 入江春行、文学研究者、元大谷女子大学教授（* 1927年）
- 2022年 - 北原義郎、俳優（* 1929年）
- 2022年 - グレイシャン・モンカー3世、ジャズトロンボーン奏者（* 1937年）
- 2023年 - 畠山健治郎、地方公務員、政治家、元秋田県大館市長（* 1933年）
- 2023年 - 亀井忠雄、能楽師、人間国宝（* 1941年）
- 2023年 - ジム・ハインズ、陸上競技選手、1968年メキシコシティー五輪金メダリスト（* 1946年）
- 2024年 - ユルゲン・モルトマン、福音主義神学者、牧師（* 1926年）
- 2024年 - 小峰一允、真言宗僧侶、元三寳寺住職、元全日本仏教会会長、元真言宗智山派管長（* 1933年）
- 2024年 - 若生智男、プロ野球選手、指導者（* 1937年）
- 2024年 - ブリギッテ・ビアライン、裁判官、政治家、元オーストリア首相（* 1949年）
- 2024年 - 盧永夏、囲碁棋士（* 1951年）
- 2025年 - 増田信行、実業家、元三菱重工業社長、元日本防衛装備工業会会長（* 1934年）
- 2025年 - 長嶋茂雄、元プロ野球選手、読売巨人軍終身名誉監督（* 1936年）
- 2025年 - 藤原義久、作曲家、山形大学名誉教授（* 1939年）
- 2025年 - エドマンド・ホワイト、作家（* 1940年）

### 人物以外（動物など）
- 2019年 - シルクジャスティス、競走馬（* 1994年）

## 記念日・年中行事

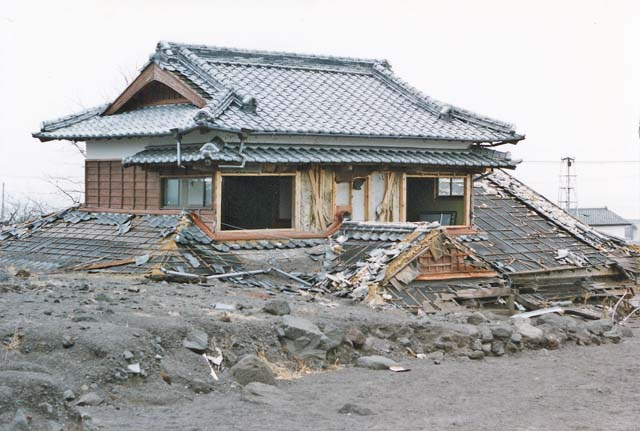
雲仙普賢岳で火砕流発生(1991)

- 世界自転車デー（ 世界）
2018年4月12日の国連総会で制定。国際デーの一つ。
- ローソンの日（ 日本）
1975年6月に大阪府豊中市に1号店を出店し、2025年に創業50周年となることを記念し制定。日付は「ロー（6）ソン（3）」の語呂合わせから[19]。
- 測量の日（ 日本）
1949年に測量法が制定されたことを記念して建設省（現国土交通省）が制定した。
- ウェストン記念日（ 日本）
イギリス人宣教師で日本アルプスを初めて踏破した日本近代登山の祖、ウォルター・ウェストンをしのんで、長野県上高地の梓川河畔にあるウェストン碑の前で献花、記念講演、合唱等が行われる。
- いのりの日（雲仙普賢岳祈りの日）（ 日本）
1991年のこの日、長崎県の雲仙普賢岳で大火砕流が発生し、43人が犠牲者となった。この噴火災害の犠牲者を追悼するため、長崎県島原市が1998年から噴火災害の経験と教訓を風化させないための取り組みを行っている[20]。大火砕流が発生した午後4時8分にサイレンが鳴らされ、市民に黙祷を呼びかけている[21]。
- 伝教大師御影供（ 日本）
天台宗開祖伝教大師最澄は、弘仁13年（822年）旧暦6月4日に遷化したことに由来。命日の前日である新暦6月3日に、毎年比叡山延暦寺では「伝教大師御影供」が行われる[22]。なお、この日は伝教大師の悲願であった比叡山上での大乗菩薩戒の授戒制度が嵯峨天皇によって認められた日でもある[23]。
- 港区安全の日（ 日本）
2018年制定。2006年のこの日、シティハイツ竹芝でエレベーターの扉が開いたまま上昇し、16歳の男性が亡くなる死亡事故が発生。港区がエレベーター事故の風化防止と安全・安心を最優先していくという区の姿勢が今後も変わらないことを示す[24]。
- スティダー王妃の誕生日（ タイ）
2019年5月14日制定。タイにおける国民の祝日である。